# Länsbokstav

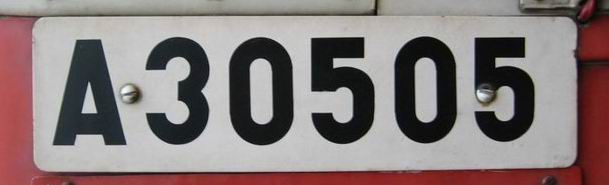
Stockholms stad, före 1973.

Karta över Sveriges län efter 1998, med länsbokstäver.

Länsbokstäver kallas de bokstäver som varje län i Sverige betecknades med i bilregistret mellan 1907 (beslutat 1906) och 1973. Registreringsskylten på en bil inleddes med bokstaven för det län där bilens ägare bodde. Trots att länsbokstäverna i sin ursprungliga form numera är avskaffade, så används de fortfarande i många sammanhang och har legat till grund för de litterakoder som länen har enligt ISO-standard ISO 3166-2:SE.
Efter länssammanslagningar och regionbildning i Sverige förekommer att de kallas regionbokstäver. Ibland har de sammanslagna länen betecknats med flera äldre länsbokstäver, men enligt ISO-standarden används de största av de tidigare sammanslagna länen, så att Skåne län/Region Skåne (L och M län) blir M, och Västra Götalands län/Västra Götalandsregionen (O, P och R) blir O.

## Beskrivning och historik
Då länen tilldelades länsbokstäverna fanns det så många län att de inte räckte till (när man sorterade ut vissa, J, Q, V, Å, Ä, Ö, som lätt kunde förväxlas med andra bokstäver), så Västerbottens län fick AC och Norrbottens län BD. Om bilen såldes över en länsgräns registrerades den om. Detta ombesörjdes av länsstyrelsen i respektive län. Då antalet fordon översteg antal registreringsnummer lades ett A eller ett B till länsbokstaven i vissa län.
Länsbokstäverna infördes när man började registrera bilar, och när länsgränserna ändrades så ändrades ibland också bokstäverna. Stockholms stad hade till exempel från början en egen "länsbokstav", A, på grund av att Stockholms stad inte ingick i Stockholms län utan lydde under Överståthållarämbetet, vilket räknades som ett eget län. När sedan Stockholms stad och län gick ihop 1967, fick det sammanslagna länet bokstavskombinationen AB, dock påverkades inte bilskyltarna.
Det var vanligt att landshövdingen hade siffran 1 som registreringsnummer. Exempelvis hade landshövdingen i Uppsala län C1 som registreringsnummer på sin tjänstebil. I Stockholms stad var A1 registreringsskylten för en av kungens bilar.
På bilar avskaffades länsbokstäverna 1973, då ett centralt bilregister inrättades och man istället införde ett system med tre bokstäver och tre siffror, som inte styrdes av län eller annan geografi.
Den primära användningen av länsbokstäverna var på registreringsskyltar på bilar, men eftersom bokstäverna blev så välkända användes de även i andra sammanhang, inte minst hos myndigheter. Det var, och är fortfarande, vanligt att omnämna ett län med dess bokstav lika gärna som med länets namn.
Mellan 1996 och 2003 användes länsbokstäverna i viss mån som underdomäner för toppdomänen .se. Dessa var avsedda för lokala företag och organisationer och innebar att webbadressers ändelser till exempel kunde bli .d.se om företaget eller organisationen var belägen i Södermanlands län. Nyregistrering av sådana adresser avskaffades i samband med att reglerna för att registrera ett domännamn direkt under .se liberaliserades. När ISO-standard ISO 3166-2:SE utvecklades, tog man också upp länsbokstäverna.

## Länsbokstäverna
Nedanstående länsbokstäver finns registrerade hos Vägverket för de olika länen för år 1951. Sålunda kan vissa län tidigare ha varit noterade med andra bokstäver. Dokumentation för de olika länen har samlats i respektive lands- eller stadsarkiv.
- A – Stockholms stad (Stockholms överståthållarskap; t.o.m. 1968; dessutom fanns AA och AB på fordon)
- A, AB – Stockholms län (fr.o.m. 1969, avser myndighetsbruk, fordon fortsatte dock använda tidigare koder A, AA, AB, B, BA, BB)
- B – Stockholms län, utom Stockholms stad, t.o.m. 1968. Dessutom fanns BA och BB på fordon.
- C – Uppsala län
- D – Södermanlands län
- E – Östergötlands län. Dessutom fanns EA på fordon.
- F – Jönköpings län. Dessutom fanns FA på fordon.
- G – Kronobergs län
- H – Kalmar län
- I – Gotlands län
- K – Blekinge län
- L – Kristianstads län (numera del av Skåne län). Dessutom fanns LA på fordon.
- M – Malmöhus län (används numera ofta för Skåne län). Dessutom fanns MA och MB på fordon.
- N – Hallands län
- O – Göteborgs och Bohus län (används numera ofta för Västra Götalands län). Dessutom fanns OA och OB på fordon.
- P – Älvsborgs län (numera del av Västra Götalands län). Dessutom fanns PA på fordon.
- R – Skaraborgs län (numera del av Västra Götalands län)
- S – Värmlands län. Dessutom fanns SA på fordon.
- T – Örebro län. Dessutom fanns TA på fordon.
- U – Västmanlands län
- W – Kopparbergs län (nuvarande Dalarnas län). Dessutom fanns WA på fordon.
- X – Gävleborgs län. Dessutom fanns XA på fordon.
- Y – Västernorrlands län
- Z – Jämtlands län
- AC – Västerbottens län
- BD – Norrbottens län